# Claus Sluter

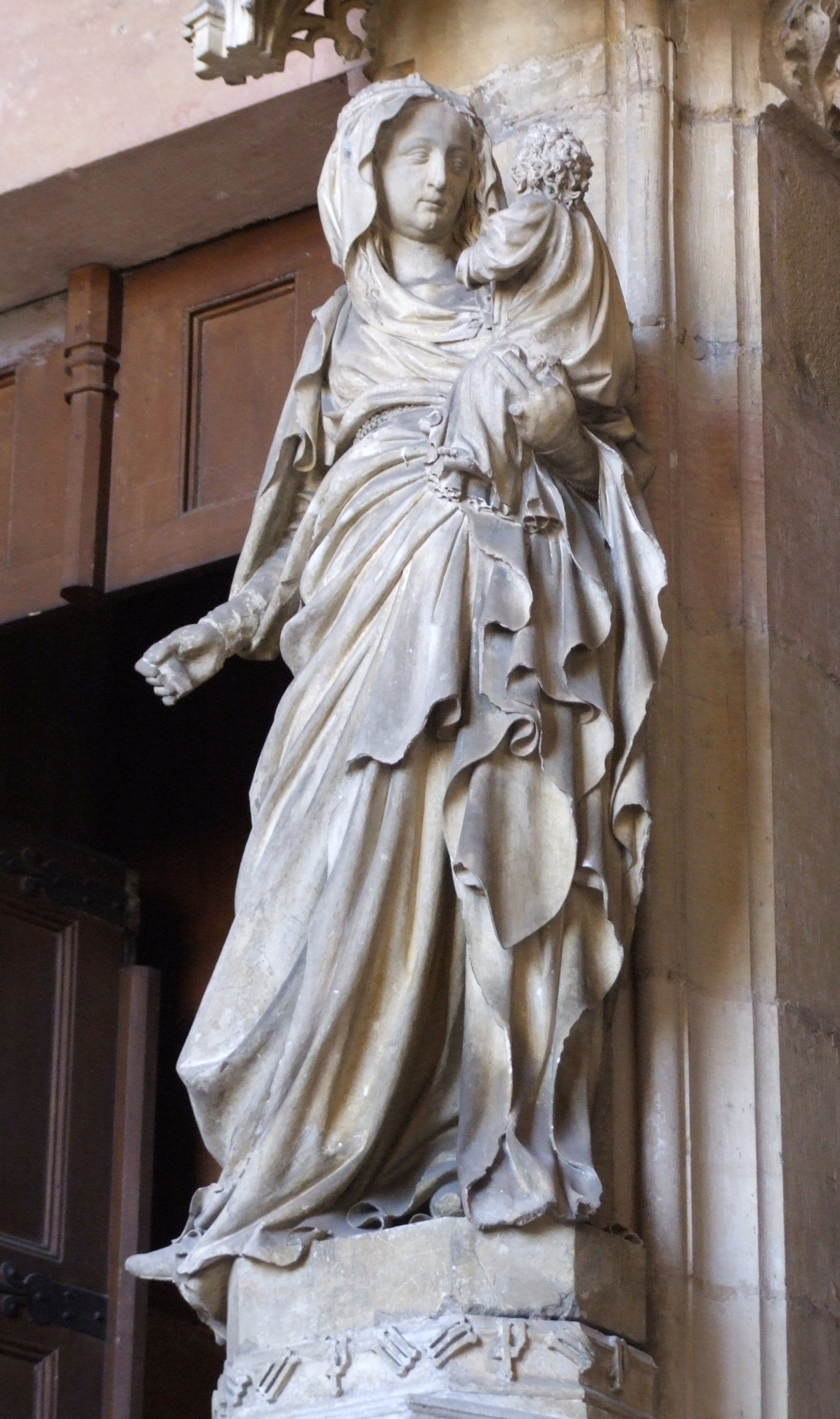
Maria z Dzieciątkiem - fragment portalu portalu zachodniego kartuzji w Champmol

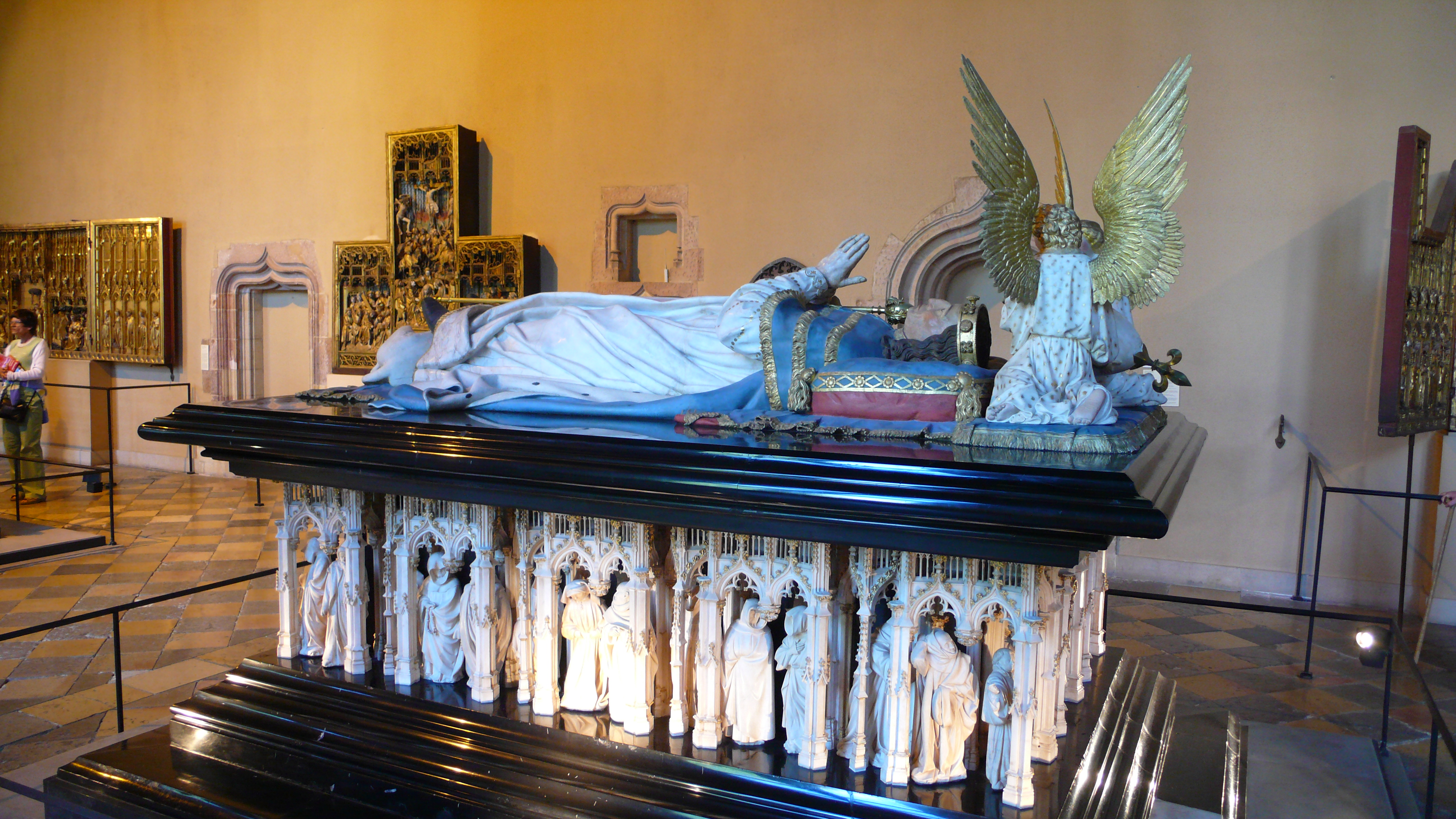
Nagrobek Filipa Śmialego

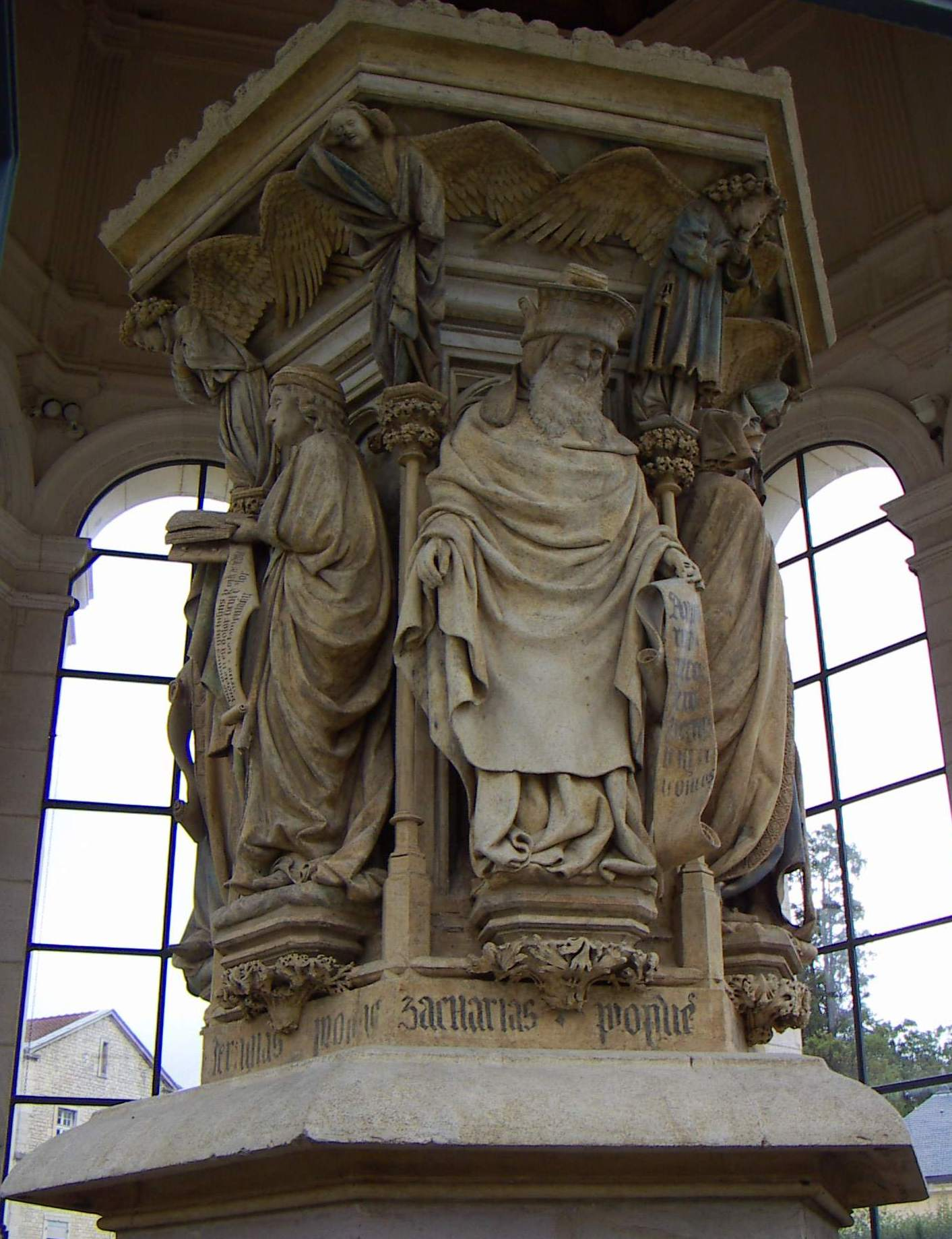
Studnia Mojżesza

Claus Sluter (ur. ok. 1355 w Haarlemie, zm. 1406 w Dijon) – francuski rzeźbiarz pochodzenia niderlandzkiego. Jedna z czołowych postaci rzeźby doby późnego gotyku. Jeden z pierwszych przedstawicieli gotyckiego realizmu. 
W 1379/80 był w Brukseli, zaś od 1385 obecny był w stolicy księstwa burgundzkiego, na dworze ówczesnego władcy Filipa Śmiałego. Wpierw działał w warsztacie Jeana Marville'a, po którego śmierci (w 1389) objął kierownictwo prac. Wykonał cykl rzeźb dla wzniesionej przez Filipa Śmiałego kartuzji Champmol w pobliżu Dijon, oraz nagrobek księcia, który po śmierci Slutera ukończył Claus de Werve.
Od strony stylistycznej Claus Sluter wiernie stosował realistyczną charakterystykę postaci. Wyeksponował dynamizm i ekspresję. Jako jeden z pierwszych w północnej Europie, która była wówczas zdominowana przez styl piękny, wykonywał dzieła w nowym duchu, pozbawione dworskiej, wyidealizowanej maniery. W swoich rzeźbach bynajmniej nie zrezygnował z elegancji układów szat, czy twarzy, lecz ich wygląd jest efektem wnikliwej obserwacji. Jego twórczość miała wpływ na niderlandzkie malarstwo późnego gotyku, reprezentowane m.in. przez Jana van Eycka, Roberta Campina, czy Rogiera van der Weydena, którzy również działali na dworze książąt burgundzkich.

## Dzieła
- Portal kaplicy kartuzji w Champmol – wykonany w latach 1396-1406 z monumentalnymi, naturalnej wielkości figurami Marii z Dzieciątkiem, Filipa Śmiałego i jego małżonki oraz świętymi Janem Chrzcicelem i Katarzyną Aleksandryjską.
- Studnia Patriarchów – z cyklem rzeźb przedstawiających proroków, stanowiąca ozdobę dziedzińca kartuzji. Powstała od 1385 roku. Niegdyś posiadała także zwieńczene z przedstawieniem Kalwarii.
- Nagrobek Filipa Śmiałego – wykonany w latach 1390-1406 z alabastrowymi rzeźbami przedstawiającymi księcia oraz grupę płaczków. Niegdyś znajdował się w prezbiterium kartuzji w Champmol, obecnie jest w pałacu książąt burbońskich (Le palais des ducs et des états de Bourgogne) w Dijon.